# プッシーフット

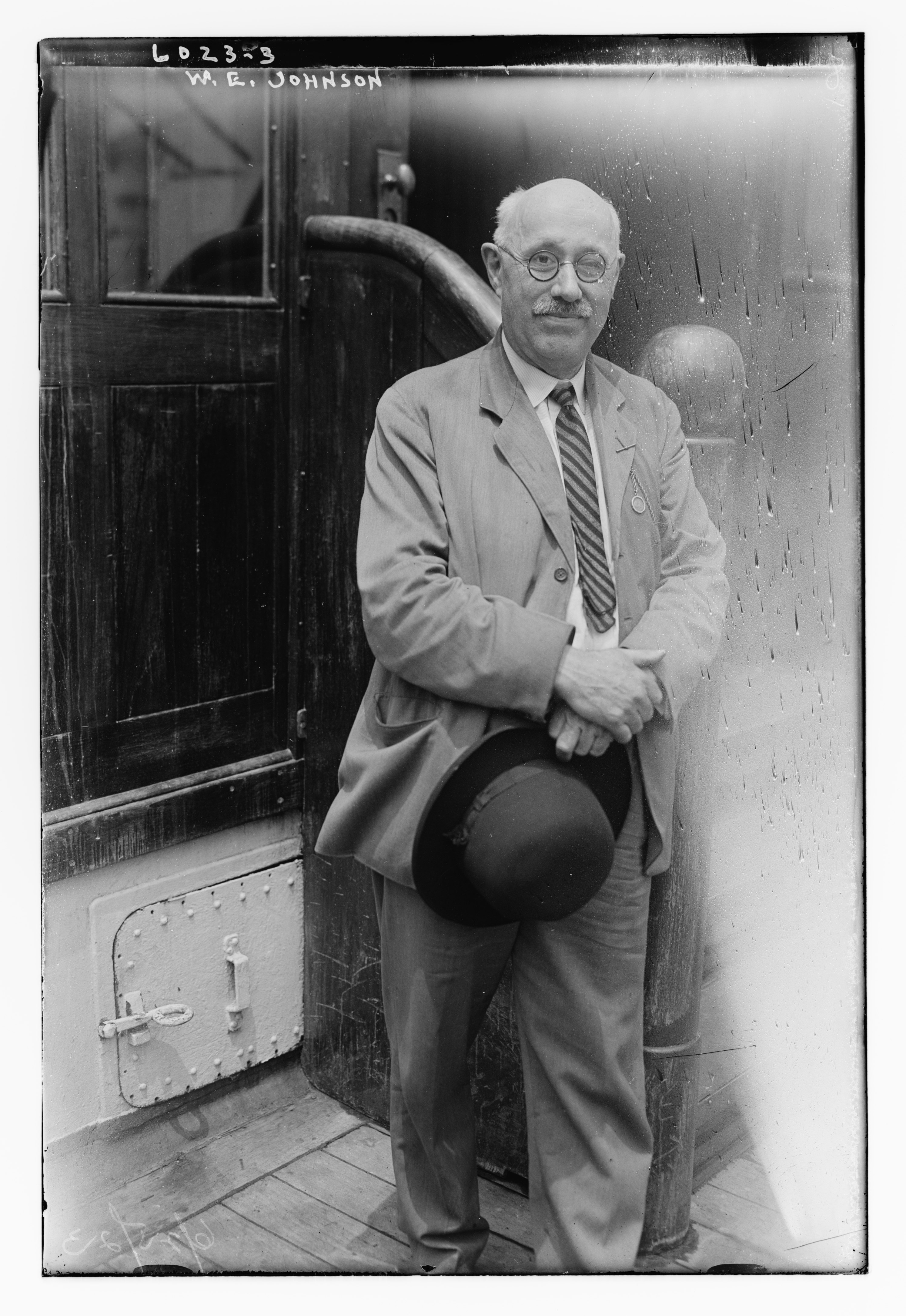
ウィリアム・E・ジョンソン

プッシーフット（英: Pussyfoot）は、ノンアルコールカクテルのひとつ。プッシー・フットと記すこともある。
「忍び足で歩く（人）」「猫のようにこっそり歩く（人）」の意であり、アメリカ合衆国における禁酒法が施行されていた頃の禁酒運動家ウィリアム・E・ジョンソンのあだ名に由来するとされる。

## レシピの例
材料
- オレンジジュース - 3/4
- レモンジュース - 1/4
- グレナデン・シロップ - 1tsp
- 卵黄（鶏卵） - 1個分

作り方
1. 材料をシェイクする。
2. 大きめのカクテルグラスかシャンパングラス（ソーサー型）に注ぐ。